# Paul Collins (cầu thủ bóng đá)
Paul Collins (sinh ngày 11 tháng 8 năm 1966) là một cầu thủ bóng đá người Anh.  Ông thi đấu cho Gillingham từ năm 1984 đến năm 1987, có 37 lần ra sân ở Football League.